# Piatypillia
Piatypillia (en ukrainien : П'ятипілля, en russe : Пятиполье, Piatipolié) est une commune urbaine de l'est de l'Ukraine, dans l'oblast de Donetsk, et dépendant du raïon de Donetsk. Jusqu'en 2016, la commune s'est nommée Proletarske (en ukrainien : Пролета́рське, en russe : Пролетарское, Proletarskoïe). La commune était peuplée en 2021 de 3155 habitants.

## Géographie
La commune est assise sur le Plateau du Donets, à une altitude de 212 mètres. Étant située non loin au nord-est de la rivière Hrouzka, affluente du fleuve côtier Kalmious, elle fait partie de son bassin versant. Elle se trouve juste au sud-ouest de la ville industrielle de Khartsyzk, et à 22 kilomètres à l'est de la ville de Donetsk, dans le bassin industriel et minier du Donbass.